# Oreste Corbatta
Oreste Omar Corbatta Fernández (* 11. März 1936 in La Plata; † 6. November 1991 ebenda) war ein argentinischer Fußballspieler. Mit der Nationalmannschaft gewann er die Südamerikameisterschaften von 1957 und 1959. Dazwischen nahm an der Fußball-Weltmeisterschaft 1958 teil. Corbatta wird neben Carlos Peucelle, Mario Boyé, René Houseman und Raúl Bernao zu den besten Rechtsaußen der argentinischen Fußballgeschichte gezählt.

## Karriere

### Vereinskarriere
Oreste Corbatta begann seine fußballerische Laufbahn im Jahre 1955 beim Racing Club aus Avellaneda, einem industriellen Vorort von Argentiniens Hauptstadt Buenos Aires. Mit dem Racing Club, wo er unter anderem zusammen spielte mit anderen argentinischen Fußballgrößen der damaligen Zeit wie Humberto Maschio, Pedro Dellacha und Rubén Héctor Sosa, gewann Corbatta während seiner Zeit bei dem Verein zweimal die argentinische Fußballmeisterschaft. 1958 belegte der Racing Club in der Tabelle nach dem letzten Spieltag den ersten Platz mit drei Punkten Vorsprung vor den Boca Juniors aus Buenos Aires. Drei Jahre später gelang der zweite Titelgewinn für Corbatta mit dem Racing Club, als man Erster in der Primera División mit sieben Punkten vor CA San Lorenzo de Almagro wurde. Ein Jahr später, 1962, verließ Omar Corbatta den Racing Club nach acht Jahren und 177 Spielen (72 Tore) und schloss sich den Boca Juniors an. Hier kam er zwar nur sporadisch zu Einsätzen, gewann aber in seinen vier Jahren bei Boca zweimal die argentinische Fußballmeisterschaft, allerdings meist nur als Reservespieler. 1965 wechselte er erneut den Verein und ging zu Independiente Santa Fe nach Kolumbien, wo er von 1965 bis 1968 Fußball spielte, ohne eine nationale Meisterschaft zu gewinnen. 1970 spielte er eine Saison beim unterklassigen Verein CA San Telmo, wo er noch einmal 33 Spiele absolvierte. 1971 beendete er seine aktive Karriere bei Italia Unidos, ebenfalls einem unterklassigen Verein. 1973 kehrte Corbatta noch einmal auf den Fußballplatz zurück und spielte ein weiteres Jahr für CA Tiro Federal, damals nicht in oberen Spielklassen zu finden.

### Nationalmannschaft
Omar Corbatta absolvierte zwischen 1956 und 1962 43 Spiele für die argentinische Fußballnationalmannschaft, in denen ihm achtzehn Tore gelangen. Er stand im Aufgebot der argentinischen Mannschaft für die Fußball-Weltmeisterschaft 1958 in Schweden. In der Qualifikation hatte er drei der zehn argentinischen Treffer erzielt. Bei dem Turnier in Skandinavien wurde Corbatta in allen drei Spielen seiner Mannschaft eingesetzt. Er erzielte in jedem Spiel ein Tor, wobei zwei Tore vom Elfmeterpunkt erzielt wurden. Doch auch die Tore von Omar Corbatta konnten das frühe Ausscheiden der argentinischen Mannschaft, die die Vorrunde als Tabellenletzter hinter Titelverteidiger Deutschland, Nordirland und der Tschechoslowakei beendete, nicht verhindern. Es gelang nur ein Sieg (3:1 gegen Nordirland), während zwei Spiele verloren gingen. Corbattas Zeit in der Nationalmannschaft dauerte bis 1962 an. In der Qualifikation traf Corbatta zweimal vom Elfmeterpunkt. Als er vom neuen Nationaltrainer Juan Carlos Lorenzo, der Guillermo Stábile beerbt hatte, nicht für die Fußball-Weltmeisterschaft 1962 nominiert wurde, beendete er seine Nationalmannschaftskarriere.

## Späte Jahre
Das Leben Corbattas der vier Mal verheiratet war, war von der Trunksucht gezeichnet und verlief bereits in der Endphase seiner aktiven Jahre prekär. Zuletzt bewohnte er einen Raum im Estadio Presidente Perón, dem Stadion des Racing Club, für den er Hilfsdienste ausführte und auch beim Training der Jungmannschaften beitrug. 1991 starb Corbatta in La Plata im Alter von 55 Jahren an Kehlkopfkrebs. Ihm zu Ehren wurde durch den Architekten Daniel Zimmermann eine Statue von Omar Corbatta entworfen, die sich in Avellaneda befindet. Zudem wurde eine Straße die zum Stadion führt nach dem berühmten Spieler des Racing Club benannt.

## Erfolge
- 1957: Südamerikameisterschaft mit Argentinien
- 1959: Südamerikameisterschaft mit Argentinien
- 1958: Argentinischer Meister mit Racing Club
- 1961: Argentinischer Meister mit Racing Club
- 1964: Argentinischer Meister mit Boca Juniors
- 1965: Argentinischer Meister mit Boca Juniors